# Prunelli-di-Fiumorbo
Prunelli-di-Fiumorbo (korziško I Prunelli di Fiumorbu) je naselje in občina v francoskem departmaju Haute-Corse regije - otoka Korzika. Leta 2009 je naselje imelo 3.300 prebivalcev.

## Geografija
Kraj leži v vzhodnem delu otoka Korzike znotraj naravnega regijskega parka Korzike, 100 km južno od središča Bastie.

## Uprava
Prunelli-di-Fiumorbo je sedež istoimenskega kantona, v katerega so poleg njegove vključene še občine Chisa, Isolaccio-di-Fiumorbo, San-Gavino-di-Fiumorbo, Serra-di-Fiumorbo, Solaro in Ventiseri s 6.246 prebivalci.
Kanton Prunelli-di-Fiumorbo je sestavni del okrožja Corte.